# Fumio Kyūma
Fumio Kyūma (久間 章生, Kyūma Fumio), né le 4 décembre 1940 à Kazusa est un homme politique japonais. 
Il est ministre d’État et directeur général de l’Agence de défense, du 26 septembre 2006 au 9 janvier 2007, puis ministre de la Défense du Japon du 9 janvier au 3 juillet 2007. Il est le premier ministre de la Défense japonaise depuis 1945.
Le 3 juillet, il annonce sa démission après avoir provoqué un tollé dans le pays en justifiant les bombardements atomiques de Hiroshima et Nagasaki.